# 佩阿比鲁
佩阿比鲁是巴西巴拉那州的一个市镇。总面积469.495平方公里，总人口13371人，人口密度28.5人/平方公里。